# Simon Sluga
Simon Sluga (Fiume, 17 marzo 1993) è un calciatore croato, portiere del Celje.

## Carriera

### Club
Cresciuto nelle giovanili del Rijeka, nell'estate del 2011 la Juventus lo prende in prestito per 50000 € e lo schiera in qualche partita della squadra primavera. Nella stagione successiva è nuovamente ceduto in prestito in Italia, questa volta all'Hellas Verona, dov'è il titolare della formazione primavera.
Nell'estate del 2013, il Rijeka decide di mandarlo a fare esperienza tra le file del Pomorac, nella seconda divisione croata. Successivamente va in prestito alla Lokomotiva Zagabria per poi tornare al Rijeka, con cui esordisce il 19 luglio 2015 nel 3-3 contro lo Slaven Belupo.
Il 2 agosto 2015 viene ceduto nuovamente in prestito in Italia, questa volta allo Spezia.
Alla fine del prestito fa nuovamente ritorno al Rijeka; dopo una stagione 2016-2017 da riserva, a partire dal 2017-2018, complice un infortunio del collega di reparto Andrej Prskalo, si afferma come titolare del club.
Il 19 luglio 2019 viene acquistato dal Luton Town.

### Nazionale
Il 15 agosto 2012 esordisce in Under-21 giocando contro la Georgia (1-1), sfida valida per le qualificazioni agli Europei Under-21 2013.
Il 26 giugno 2013 gioca da titolare e da capitano la partita contro la Nuova Zelanda (2-1), valida per la fase a gironi del Mondiale Under-20 2013.
Il 9 ottobre 2018 riceve la sua prima convocazione in nazionale maggiore, con cui esordisce l'11 giugno 2019 debutta in amichevole contro la Tunisia.
Il 17 maggio 2021 viene inserito nella lista dei convocati per l'Europeo.

## Statistiche

### Presenze e reti nei club
Statistiche aggiornate al 1º luglio 2024.
| Stagione          | Squadra             | Campionato        | Campionato | Campionato | Coppe nazionali | Coppe nazionali | Coppe nazionali | Coppe continentali | Coppe continentali | Coppe continentali | Altre coppe | Altre coppe | Altre coppe | Totale | Totale | Totale |
| Stagione          | Squadra             | Comp              | Pres       | Reti       | Comp            | Pres            | Reti            | Comp               | Pres               | Reti               | Comp        | Pres        | Reti        | Pres   | Reti   |        |
| ----------------- | ------------------- | ----------------- | ---------- | ---------- | --------------- | --------------- | --------------- | ------------------ | ------------------ | ------------------ | ----------- | ----------- | ----------- | ------ | ------ | ------ |
| 2013-2014         | Pomorac             | 2.HNL             | 31         | -21        | CC              | 0               | 0               | -                  | -                  | -                  | -           | -           | -           | 31     | -21    |        |
| 2014-2015         | Lokomotiva Zagabria | 1.HNL             | 26         | -45        | CC              | 2               | -4              | -                  | -                  | -                  | -           | -           | -           | 28     | -49    |        |
| ago. 2015         | Rijeka              | 1.HNL             | 2          | -6         | CC              | 0               | 0               | UEL                | 1                  | -2                 | -           | -           | -           | 3      | -8     |        |
| ago. 2015-2016    | Spezia              | B                 | 0          | 0          | CI              | 0               | 0               | -                  | -                  | -                  | -           | -           | -           | 0      | 0      |        |
| 2016-2017         | Rijeka              | 1.HNL             | 0          | 0          | CC              | 2               | -3              | UEL                | 0                  | 0                  | -           | -           | -           | 2      | -3     |        |
| 2017-2018         | Rijeka              | 1.HNL             | 27         | -25        | CC              | 3               | -5              | UCL+UEL            | 6+3                | -5 + -4            | -           | -           | -           | 39     | -39    |        |
| 2018-2019         | Rijeka              | 1.HNL             | 35         | -35        | CC              | 4               | -4              | UEL                | 2                  | -2                 | -           | -           | -           | 41     | -41    |        |
| lug. 2019         | Rijeka              | 1.HNL             | 0          | 0          | CC              | 0               | 0               | UEL                | 0                  | 0                  | SC          | 1           | -1          | 1      | -1     |        |
| Totale Rijeka     | Totale Rijeka       | Totale Rijeka     | 64         | -66        |                 | 9               | -12             |                    | 12                 | -13                |             | 1           | -1          | 86     | -92    |        |
| 2019-2020         | Luton Town          | FLC               | 33         | -50        | FACup+CdL       | 1+0             | -4              | -                  | -                  | -                  | -           | -           | -           | 34     | -54    |        |
| 2020-2021         | Luton Town          | FLC               | 39         | -46        | FACup+CdL       | 2+0             | -3              | -                  | -                  | -                  | -           | -           | -           | 41     | -49    |        |
| 2021-gen. 2022    | Luton Town          | FLC               | 19         | -26        | FACup+CdL       | 0               | 0               | -                  | -                  | -                  | -           | -           | -           | 19     | -26    |        |
| Totale Luton Town | Totale Luton Town   | Totale Luton Town | 91         | -122       |                 | 3               | -7              |                    | -                  | -                  |             | -           | -           | 94     | -129   |        |
| gen.-giu. 2022    | Ludogorec           | A                 | 0+2        | -1         | CB              | 3               | -4              | -                  | -                  | -                  | SB          | -           | -           | 5      | -5     |        |
| 2022-2023         | Ludogorec           | A                 | 3          | -2         | CB              | 5               | -5              | UCL+UEL+UECL       | 2+2+0              | 4 + -3 + 0         | SB          | 0           | 0           | 12     | -14    |        |
| 2023-2024         | Ludogorec           | A                 | 15         | -12        | CB              | 2               | -1              | UCL+UEL+UECL       | 0+2+3              | 0 + -1 + -3        | SB          | 0           | 0           | 22     | -17    |        |
| Totale Ludogorec  | Totale Ludogorec    | Totale Ludogorec  | 20         | -15        |                 | 10              | -10             |                    | 9                  | -11                |             | 0           | 0           | 39     | -36    |        |
| Totale carriera   | Totale carriera     | Totale carriera   | 232        | -269       |                 | 24              | -33             |                    | 21                 | -24                |             | 1           | -1          | 278    | -327   |        |

### Cronologia presenze e reti in nazionale
| Cronologia completa delle presenze e delle reti in nazionale ― Croazia | Cronologia completa delle presenze e delle reti in nazionale ― Croazia | Cronologia completa delle presenze e delle reti in nazionale ― Croazia | Cronologia completa delle presenze e delle reti in nazionale ― Croazia | Cronologia completa delle presenze e delle reti in nazionale ― Croazia | Cronologia completa delle presenze e delle reti in nazionale ― Croazia | Cronologia completa delle presenze e delle reti in nazionale ― Croazia | Cronologia completa delle presenze e delle reti in nazionale ― Croazia |
| Data                                                                   | Città                                                                  | In casa                                                                | Risultato                                                              | Ospiti                                                                 | Competizione                                                           | Reti                                                                   | Note                                                                   |
| ---------------------------------------------------------------------- | ---------------------------------------------------------------------- | ---------------------------------------------------------------------- | ---------------------------------------------------------------------- | ---------------------------------------------------------------------- | ---------------------------------------------------------------------- | ---------------------------------------------------------------------- | ---------------------------------------------------------------------- |
| 11-6-2019                                                              | Varaždin                                                               | Croazia                                                                | 1 – 2                                                                  | Tunisia                                                                | Amichevole                                                             | -2                                                                     |                                                                        |
| 19-11-2019                                                             | Pola                                                                   | Croazia                                                                | 2 – 1                                                                  | Georgia                                                                | Amichevole                                                             | -                                                                      | 46’                                                                    |
| 11-11-2020                                                             | Istanbul                                                               | Turchia                                                                | 3 – 3                                                                  | Croazia                                                                | Amichevole                                                             | -3                                                                     |                                                                        |
| Totale                                                                 |                                                                        | Presenze                                                               | 3                                                                      |                                                                        | Reti                                                                   | -5                                                                     |                                                                        |

| Cronologia completa delle presenze e delle reti in nazionale ― Croazia under 21 | Cronologia completa delle presenze e delle reti in nazionale ― Croazia under 21 | Cronologia completa delle presenze e delle reti in nazionale ― Croazia under 21 | Cronologia completa delle presenze e delle reti in nazionale ― Croazia under 21 | Cronologia completa delle presenze e delle reti in nazionale ― Croazia under 21 | Cronologia completa delle presenze e delle reti in nazionale ― Croazia under 21 | Cronologia completa delle presenze e delle reti in nazionale ― Croazia under 21 | Cronologia completa delle presenze e delle reti in nazionale ― Croazia under 21 |
| Data                                                                            | Città                                                                           | In casa                                                                         | Risultato                                                                       | Ospiti                                                                          | Competizione                                                                    | Reti                                                                            | Note                                                                            |
| ------------------------------------------------------------------------------- | ------------------------------------------------------------------------------- | ------------------------------------------------------------------------------- | ------------------------------------------------------------------------------- | ------------------------------------------------------------------------------- | ------------------------------------------------------------------------------- | ------------------------------------------------------------------------------- | ------------------------------------------------------------------------------- |
| 15-8-2012                                                                       | Tbilisi                                                                         | Georgia under 21                                                                | 1 – 1                                                                           | Croazia under 21                                                                | Qual. Europeo Under-21 2013                                                     | -1                                                                              |                                                                                 |
| 10-9-2012                                                                       | Alicante                                                                        | Spagna under 21                                                                 | 6 – 0                                                                           | Croazia under 21                                                                | Qual. Europeo Under-21 2013                                                     | -6                                                                              |                                                                                 |
| 5-3-2014                                                                        | Capodistria                                                                     | Slovenia under 21                                                               | 2 – 1                                                                           | Croazia under 21                                                                | Amichevole                                                                      | -2                                                                              | 45’                                                                             |
| Totale                                                                          |                                                                                 | Presenze                                                                        | 3                                                                               |                                                                                 | Reti                                                                            | -9                                                                              |                                                                                 |

## Palmarès

### Club

#### Competizioni nazionali
- Coppa di Croazia: 1

Rijeka: 2018-2019
- Campionato bulgaro: 3

Ludogorec: 2021-2022, 2022-2023, 2023-2024
- Supercoppa di Bulgaria: 2

Ludogorec: 2022, 2023
- Coppa di Bulgaria: 1

Ludogorec: 2022-2023
- Coppa Toto: 1

Maccabi Tel Aviv: 2024-2025